# Reprezentacja Stanów Zjednoczonych w piłce nożnej plażowej mężczyzn
Reprezentacja Stanów Zjednoczonych w piłce nożnej plażowej – najbardziej utytułowany północnoamerykański zespół beach-soccerowy.

## Mistrzostwa świata
- 1995 – 2 miejsce
- 1996 – 4 miejsce
- 1997 – 3 miejsce
- 1998 – faza grupowa
- 1999 – ćwierćfinał
- 2000 – ćwierćfinał
- 2001 – ćwierćfinał
- 2002 – nie startował
- 2003 – faza grupowa
- 2004 – faza grupowa
- 2005 – faza grupowa
- 2006 – faza grupowa
- 2007 – faza grupowa
- 2008 – nie brał udziału
- 2009 – nie brał udziału

## Mistrzostwa CONCACAF-CONMEBOL
- 2005 – 3 miejsce
- 2007 – MISTRZOSTWO

## Mistrzostwa CONCACAF
- 2006 – MISTRZOSTWO
- 2008 – 3 miejsce
- 2009 – 4 miejsce
- 2011 – 3 miejsce

## Skład reprezentacji
| Nr. | Pozycja   | Zawodnik          |
| --- | --------- | ----------------- |
| 1   | Bramkarz  | Luis Montanez     |
| 2   | Napastnik | Jevin Albuquerque |
| 3   | Obrońca   | Brendon Taguinod  |
| 4   | Napastnik | Yuri Morales      |
| 5   | Obrońca   | Benyam Astorga    |
| 6   | Napastnik | Ronnie Silva      |
| 7   | Napastnik | Joshua Nolz       |
| 8   | Napastnik | Mario Chimienti   |
| 9   | Obrońca   | Zak Ibsen         |
| 10  | Obrońca   | Francis Farberoff |
| 11  | Napastnik | Raphael Xexeo     |
| 12  | Bramkarz  | Bayard Elfvin     |